# Bouessay

Bouessay este o comună în departamentul Mayenne, Franța. În 2009 avea o populație de 767 de locuitori.